# Catafimbria boliviana
Catafimbria boliviana là một loài bọ cánh cứng trong họ Cerambycidae.